# 秋丸知貴
秋丸 知貴（あきまる ともき、1975年3月 - ）は、日本の美学者、美術史家、美術評論家、キュレーター。学術博士。専門は、美学美術史・死生学・メディア論・比較文明学。祖父は、陸軍省戦争経済研究班（通称秋丸機関）班長の秋丸次朗。映画監督の黒木和雄（旧姓秋丸）は親戚。

## 略歴
- 福岡県福岡市出身
- 1997年3月： 多摩美術大学美術学部芸術学科卒業
- 1998年3月： インターメディウム研究所アートセオリー専攻修了
- 2001年3月： 大阪大学大学院文学研究科文化表現論専攻美学文芸学専修修士課程修了
- 2009年3月： 京都造形芸術大学大学院芸術研究科芸術専攻美術史専修博士課程単位取得満期退学（2012年 学術博士号取得）
- 2010年4月 - 2012年3月： 京都大学こころの未来研究センター連携研究員
- 2011年4月 - 2013年3月： 京都大学地域研究統合情報センター共同研究員
- 2011年4月 - 2016年3月： 京都大学こころの未来研究センター共同研究員
- 2014年12月 -： 現代京都藝苑実行委員会事務局長
- 2016年4月 -： 滋賀医科大学非常勤講師
- 2017年4月 - 2024年3月： 上智大学グリーフケア研究所非常勤講師
- 2020年4月 - 2023年3月： 上智大学グリーフケア研究所特別研究員
- 2021年4月 - 2024年3月： 京都ノートルダム女子大学非常勤講師
- 2022年4月 -： 京都芸術大学非常勤講師
- 2023年1月 -：美術評論家連盟会員

## 受賞歴
- 2011年 「近代絵画と近代技術——近代技術的環境における心性の変容の図像解釈学的研究」により形の科学会奨励賞受賞
- 2014年 『ポール・セザンヌと蒸気鉄道——近代技術による視覚の変容』により比較文明学会研究奨励賞（伊東俊太郎賞）受賞

## 著作

### 単行本

#### 単著
- 秋丸知貴『ポール・セザンヌと蒸気鉄道――近代技術による視覚の変容』晃洋書房、2013年。（ISBN 477102474X）
- Tomoki Akimaru, Cezanne and the Railway (1): A Transformation of the Visual Percetpion in the 19th Century. Amazon Services International, Inc.. (2019)（ASIN B07ZG4PRW6）
- Tomoki Akimaru, Cezanne and the Railway (2): The Earliest Railway Painting Among the French Impressionists. Amazon Services International, Inc.. (2019)（ASIN B07ZKX3H1W）
- Tomoki Akimaru, Cézanne and the Railway (3): His Railway Subjects in Aix-en-Provence. Amazon Services International, Inc.. (2019)（ASIN B07ZSXTV4N）
- Tomoki Akimaru, Cézanne and the Railway (1)-(3): A Transformation of Vision in the 19th Century. Amazon Services International, Inc.. (2019)（ASIN B0811362VG）
- Tomoki Akimaru, What is Aura?: A Study on Walter Benjamin’s Philosophy. Amazon Services International, Inc.. (2019)（ASIN B0838HGPW5）

#### 共著
- 秋丸知貴「第4章　印象派と象徴派における写真の影響の比較考察――ヴァルター・ベンヤミンの『アウラ』概念を手掛かりに」、勝又公仁彦編『写真概論』京都芸術大学出版局藝術学舎、2021年。（ISBN 4909439323）
- 『現代京都藝苑2021　悲とアニマⅡ～いのちの帰趨～』展図録、現代京都藝苑実行委員会、2022年。
- 髙木慶子・秋丸知貴『グリーフケア・スピリチュアルケアに携わる人達へ――ケア者のための必読書』クリエイツかもがわ、2023年。（ISBN 4863423527）
- 秋丸知貴「ポール・セザンヌと写真――近代絵画における写真の影響の一側面」、中村高朗・虎岩直子編『記憶と芸術――ラビリントスの谺』法政大学出版局、2024年。（ISBN 4588410393）

### 学術論文
- 秋丸知貴「抽象絵画と近代技術――ヴァルター・ベンヤミンの『アウラ』概念を手掛りに」『モノ学・感覚価値研究』第4号、京都大学こころの未来研究センター／モノ学・感覚価値研究会、2010年、109‐117頁。
- 秋丸知貴「近代絵画と近代技術――近代技術的環境における心性の変容の図像解釈学的研究」『形の科学会誌』第25巻第2号、形の科学会、2010年、117‐126頁。
- 秋丸知貴「印象派と大都市群集――ヴァルター・ベンヤミンの『アウラ』概念を手掛りに」『第61回美学会全国大会若手研究者ォーラム発表報告集』美学会、2011年、163‐176頁。
- 秋丸知貴「セザンヌと蒸気鉄道――一九世紀における近代技術による視覚の変容」『形の文化研究』第6号、形の文化会、2011年、33‐44頁。
- 秋丸知貴「フォーヴィスムと自動車――二〇世紀における近代技術による視覚の変容」『形の文化研究』第6号、形の文化会、2011年、23‐32頁。
- 秋丸知貴「抽象絵画と写真――ヴァルター・ベンヤミンの『アウラ』概念を手掛りに」『哲学の探究』第38号、哲学若手研究者フォーラム、2011年、67‐86頁。
- 秋丸知貴「印象派とガラス建築――近代技術による心性の変容」『デザイン理論』58号、意匠学会、2011年、5‐18頁。
- 秋丸知貴「ポール・セザンヌの中心点――自筆書簡と実作品を手掛りに」『形の科学会誌』第26巻第1号、形の科学会、2011年、11‐22頁。
- 秋丸知貴「キュビスムとガラス建築――近代技術による心性の変容」『形の科学会誌』第26巻第1号、形の科学会、2011年、23‐32頁。
- 秋丸知貴「『象徴形式』としてのキュビスム――一点透視遠近法的世界観から世界同時性的世界観へ」『比較文明』第27号、比較文明学会、2011年、135‐156頁。
- 秋丸知貴「近代絵画と飛行機――近代技術による心性の変容」『形の科学会誌』第26巻第2号、形の科学会、2011年、144‐156頁。
- 秋丸知貴「ポール・セザンヌの絵画理論――『感覚の実現』を中心に」『形の科学会誌』第26巻第2号、形の科学会、2011年、157‐171頁。
- 秋丸知貴「ヴァルター･ベンヤミンの『アウラ』概念について」『モノ学・感覚価値研究』第6号、京都大学こころの未来研究センター／モノ学・感覚価値研究会、2012年、131‐138頁。
- 秋丸知貴「ヴァルター･ベンヤミンの『アウラの凋落』概念について」『哲学の探究』第39号、哲学若手研究者フォーラム、2012年、25‐48頁。
- 秋丸知貴「ポール・セザンヌの鉄道画題――『前近代』と『近代』の対比」『鉄道史学』第30号、鉄道史学会、2012年、3‐14頁。
- 秋丸知貴「『象徴形式』としての一点透視遠近法――『自然』概念の変遷を手掛かりに」『モノ学・感覚価値研究』第7号、京都大学こころの未来研究センター／モノ学・感覚価値研究会、2013年、54‐62頁。
- 秋丸知貴「ヴァルター・ベンヤミンの『感覚的知覚の正常な範囲の外側』の問題について」『哲学の探究』第40号、哲学若手研究者フォーラム、2013年、199‐214頁。
- 秋丸知貴「印象派の最初の鉄道絵画――ポール・セザンヌ《ボニエールの船着場》（1866年夏）」『鉄道史学』第31号、鉄道史学会、2013年、17‐30頁。
- 秋丸知貴「近代絵画と近代照明――近代技術による心性の変容」『モノ学・感覚価値研究』第8号、京都大学こころの未来研究センター／モノ学・感覚価値研究会、2014年、31-38頁。
- 秋丸知貴「自然的環境から近代技術的環境へ――ジョルジュ・フリードマンを手掛かりに」『比較文明』第30号、比較文明学会、2014年、229-252頁。
- 秋丸知貴「ポール・ゴーギャン、フィンセント・ファン・ゴッホ、ジョルジュ・スーラにおける写真の影響の比較研究」『モノ学・感覚価値研究』第9号、京都大学こころの未来研究センター／モノ学・感覚価値研究会、2015年、18-26頁。
- 秋丸知貴「岸田吟香と近代日本洋画――洋画家岸田劉生の誕生に関する一考察」『LOTUS』第35号、日本フェノロサ学会、2015年、39‐59頁。
- 秋丸知貴「ヴァルター・ベンヤミンの芸術美学――「自然との関係における美」と「歴史との関係における美」の観点から」『哲学の探求』第41号、哲学若手研究者フォーラム、2015年、43‐60頁。
- 秋丸知貴「抽象絵画と近代照明―‐近代技術による心性の変容」『比較文明』第31号、比較文明学会、2015年、217-235頁。
- 秋丸知貴「モノ学・感覚価値研究会アート分科会活動報告二〇一五・「現代京都藝苑二〇一五」を中心に」『モノ学・感覚価値研究』第10号、京都大学こころの未来研究センター／モノ学・感覚価値研究会、2016年、40-47頁。
- 秋丸知貴「ヴァルター・ベンヤミンの複製美学――絵画の写真複製を巡る問題を中心に」『モノ学・感覚価値研究』第10号、京都大学こころの未来研究センター／モノ学・感覚価値研究会、2016年、15‐22頁。
- 秋丸知貴「岸田劉生の写実回帰――大正期の細密描写を巡る一考察」『LOTUS』第36号、日本フェノロサ学会、2015年、35‐51頁。
- 秋丸知貴「自然体験と身心変容――『もの派』研究からのアプローチ」『身心変容技法研究』第6号、上智大学グリーフケア研究所／身心変容技法研究会、2017年、76‐84頁。
- 秋丸知貴「アンリ・エランベルジェの『創造の病い』概念について――グリーフケアの観点から」『グリーフケア』第6号、上智大学グリーフケア研究所、2018年、97-113頁。
- 秋丸知貴「現代日本美術における自然観――関根伸夫の《位相―大地》（一九六八年）から《空相―黒》（一九七八年）への展開を中心に」『比較文明』第34号、比較文明学会、2018年、131-156頁。
- 秋丸知貴「Qui sommes-nous? ――もの派・小清水漸の一九六六年から一九七〇年の芸術活動の考察」『身心変容技法研究』第8号、上智大学グリーフケア研究所／身心変容技法研究会、2019年、118‐130頁。
- 秋丸知貴「現代日本美術における土着性――もの派・小清水漸の《垂線》（一九六九年）から《表面から表面へ‐モニュメンタリティー》（一九七四年）への展開を中心に」『比較文明』第35号、比較文明学会、2019年、169-190頁。
- 秋丸知貴「ジークムント・フロイトの『喪の仕事』概念について――その問題点と可能性」『グリーフケア』第9号、上智大学グリーフケア研究所、2021年、67-83頁。
- 秋丸知貴「現代日本彫刻における土着性――もの派・小清水漸の《a tetrahedron‐鋳鉄》（一九七四年）から「作業台」シリーズへの展開を中心に」『比較文明』第36号、比較文明学会、2021年、137‐162頁。
- 秋丸知貴「島薗進・鎌田東二・佐久間庸和共著『グリーフケアの時代』を巡る考察」『グリーフケア』第10号、上智大学グリーフケア研究所、2022年、135-151頁。
- 秋丸知貴「心理的葛藤の知的解決と美的解決――比較文明学的観点から見たグリーフケアについての一考察」『比較文明』第37号、比較文明学会、2022年、153‐177頁。
- 秋丸知貴「グリーフケアとしての和歌――『辞世』を巡る考察を中心に」『スピリチュアルケア研究』第7号、日本スピリチュアルケア学会、2023年。

### 論考
- 秋丸知貴「芸術とは何か？――AI技術時代における一つの試論」『美術評論⁺』2024年8月17日公開。
- 秋丸知貴「What is Art? : An Essay in the Age of AI Technology」『美術評論⁺』2024年8月18日公開。
- 秋丸知貴「陸軍『秋丸機関』による経済研究の学問的意義」『美術評論⁺』2025年5月28日公開。

### 作家論
秋丸知貴『ポール・セザンヌの中心点』
- 「速報　セザンヌの中心点（1）」『美術評論⁺』2025年5月11日公開。
- 「速報　セザンヌの中心点（2）」『美術評論⁺』2025年5月17日公開。

秋丸知貴『藤井湧泉論――知られざる現代京都の超絶水墨画家』
- 「第1章　藤井湧泉（黄稚）――中国と日本の美的昇華」『美術評論⁺』2024年5月23日公開。
- 「第2章　藤井湧泉と伊藤若冲――京都・相国寺で花開いた中国と日本の美意識（前編）」『美術評論⁺』2024年5月25日公開。
- 「第3章　藤井湧泉と伊藤若冲――京都・相国寺で花開いた中国と日本の美意識（中編）」『美術評論⁺』2024年5月25日公開。
- 「第4章　藤井湧泉と伊藤若冲――京都・相国寺で花開いた中国と日本の美意識（後編）」『美術評論⁺』2024年5月27日公開。
- 「第5章　藤井湧泉と京都の禅宗寺院――一休寺・相国寺・金閣寺・林光院・高台寺・圓徳院」『美術評論⁺』2024年6月6日公開。
- 「第6章　藤井湧泉の《妖女赤夜行進図》――京都・高台寺で咲き誇る新時代の百鬼夜行図」『美術評論⁺』2024年6月6日公開。
- 「第7章　藤井湧泉の《雲龍嘯虎襖絵》――兵庫・大蔵院に鳴り響く新時代の龍虎図（前編）」『美術評論⁺』2024年6月8日公開。
- 「第8章　藤井湧泉の《雲龍嘯虎襖絵》――兵庫・大蔵院に鳴り響く新時代の龍虎図（後編）」『美術評論⁺』2024年6月8日公開。
- 「第9章　藤井湧泉展――龍花春早・猫虎懶眠」『美術評論⁺』2024年10月16日公開。
- 「第10章　藤井湧泉展――水墨雲龍・極彩猫虎」『美術評論⁺』2024年10月16日公開。
- 「第11章　藤井湧泉展――龍虎花卉多吉祥」『美術評論⁺』2024年10月16日公開。
- 「第12章　藤井湧泉展――ネコトラとアンパラレル・ワールド」『美術評論⁺』2024年10月20日公開。

### 図録論文
- 秋丸知貴「位相幾何学的小宇宙（トポロジカル・ミクロコスモス）――《位相‐大地》から《空相‐皮膚》へ」『関根伸夫《空相‐皮膚》』展図録、YOD GALLERY、2017年。
- 秋丸知貴「中心統合構造から中空均衡構造へ――『大舩真言展 粒子の景色』を巡って」『大舩真言 粒子の景色』展図録、東近江市八日市文化芸術会館、2019年。
- 秋丸知貴「『悲とアニマⅡ～いのちの帰趨～』展 作品解説」『現代京都藝苑2021 悲とアニマⅡ～いのちの帰趨～』展図録、両足院・The Terminal KYOTO、2022年。
- 秋丸知貴「浅香弘能――研ぎ澄まされた大理石の幻術師」『KASHOUMON　HIROYOSHI ASAKA 2018-2023』ASAKA ART STUDIO、2023年。
- 秋丸知貴「透徹した精神による親水郷としての絵画」「Paintings as the Oasis Created by a Pure Spirit」『西村大樹 Absent Landscape, Peaceful Sea』展図録、hakari contemporary、2024年。

### 作品解説
- 秋丸知貴「公式解説 『自然（じねん）』と『のこり体』」『狩野智宏・神代良明展』東京画廊、『eTOKI』2021年8月3日。
- 秋丸知貴「解説 西村大樹――光の中の静寂な祈祷者：『Record』『Foresight dream』シリーズ」『美術評論⁺』2023年9月9日。
- Tomoki Akimaru「Daiki Nishimura — The Transcendent Prayer in Luminous Tranquility: ‘Record’ and ‘Foresight dream’」『美術評論⁺』2023年9月9日。
- 秋丸知貴「解説 水津達大――清新な風雅の探究者：『水辺』『青い海』『白い海』『花の雲』『Khora』シリーズ」『美術評論⁺』2024年6月3日。
- 秋丸知貴「解説 マリー・ロージー――ポール・セザンヌの血を引く現代フランス画家」『美術評論⁺』2024年11月26日。
- Tomoki Akimaru「Marie Rauzy — A contemporary French painter descended from Paul Cézanne」『美術評論⁺』2024年12月28日。

### 展覧会評
- 秋丸知貴「展評『帰ってきた江戸絵画――ニューオリンズ　ギッター･コレクション展』」『日本美術新聞』2012年1・2月号、日本美術新聞社、21頁。
- 秋丸知貴「展評『細川家の至宝　珠玉の永青文庫コレクション展』『肥後松井家の名品　武家と能・武家と茶展』」『日本美術新聞』2012年1・2月号、日本美術新聞社、21頁。
- 秋丸知貴「展評『日本絵画のひみつ展』」『日本美術新聞』2012年3・4月号、日本美術新聞社、21頁。
- 秋丸知貴「展評　中国近代絵画と日本展」『日本美術新聞』2012年3・4月号、日本美術新聞社、21頁。
- 秋丸知貴「展評　北斎展――ホノルル美術館所蔵　葛飾北斎生誕二五〇周年記念」『日本美術新聞』2012年5・6月号、日本美術新聞社、11頁。
- 秋丸知貴「展評　ボストン美術館――日本美術の至宝展」『日本美術新聞』2012年7・8月号、日本美術新聞社、13頁。
- 秋丸知貴「展評　日本絵画――組み合わせの美展」『日本美術新聞』2012年7・8月号、日本美術新聞社、13頁。
- 秋丸知貴「展評　KATAGAMI Style――世界が恋した日本のデザイン展」『日本美術新聞』2012年9・10月号、日本美術新聞社、11頁。
- 秋丸知貴「展評　吉川霊華展――近代にうまれた線の探究者展」『日本美術新聞』2012年9・10月号、日本美術新聞社、11頁。
- 秋丸知貴「展評『近藤髙弘 生水ーうつろいゆくウツワー展』瀬戸内市立美術館」『eTOKI』2021年8月2日。
- 秋丸知貴「展評『勝又公仁彦 The dimensions of“Right Angle”?展』ギャラリー富小路」『eTOKI』2021年8月4日。
- 秋丸知貴「展評『コレクション 1 : 1968年展――新しいパラダイムを求めて』国立国際美術館」『eTOKI』2022年3月29日。
- 秋丸知貴「展評 ガラス造形からヴィジョン体験へ『狩野智宏 玉響展』kōjin kyoto」『eTOKI』2022年7月21日。
- 秋丸知貴「展評 幻の薬草『コンタラエルハ』とは何か？『渡邊耕一 毒消草の夢――デトックスプランツ・ヒストリー展』The Third Gallery Aya」『eTOKI』2022年9月18日。
- 秋丸知貴「解説『黃 萱（ホアン・シェン）展――Around aground』鹿児島県霧島アートの森」『美術評論⁺』2024年2月8日。
- Tomoki Akimaru「Review『‘Huang Xuan Exhibition — Around aground’』Kirishima Open-Air-Museum」『美術評論⁺』2024年2月24日。
- 秋丸知貴「展評『西村大樹――不在の風景、平穏な海展』hakari contemporary（京都市・左京区）」『美術評論⁺』2024年3月7日。
- 秋丸知貴「展評『Theo HAZE（テオヘイズ）――宇宙叙事詩～Black Sun～』YOD Editions（大阪市・北区）」『美術評論⁺』2024年4月2日。
- 秋丸知貴「展評『関根伸夫展　空相‐皮膚』YOD Gallery東京店（東京・天王洲）」『美術評論⁺』2024年10月23日。
- 秋丸知貴「展評『近藤高弘　消滅から再生へ（前編）』東京画廊（東京・銀座）」『美術評論⁺』2024年11月24日。
- 秋丸知貴「展評『祈りのかたち――小川佳夫・平野泰子・前田信明・加藤舞』古美術長野（東京・赤坂）」『美術評論⁺』2024年11月30日。
- 秋丸知貴「展評『近藤高弘　消滅から再生へ（後編）』東京画廊（東京・銀座）」『美術評論⁺』2024年12月18日。
- 秋丸知貴「展評『清川あさみ個展――神話の糸』MAKI Gallery（東京・天王洲）」『美術評論⁺』2025年2月11日。
- 秋丸知貴「解説『水津達大展　蹤跡』圓徳院（京都市・高台寺塔頭）」『美術評論⁺』2025年2月20日。
- 秋丸知貴「展評『ミロコマチコ 個展 “moya-kudu モヤクドゥ”』ギャラリー天地人（鹿児島県・霧島市）」『美術評論⁺』2025年4月27日。
- 秋丸知貴「 展評『MAFIN（Miyajima Art Festival in the Narrative）』大聖院（広島県・宮島弥山大本山）」『美術評論⁺』2025年5月20日。
- 秋丸知貴「展評『テオヘイズ個展　The Roots――彼女の独身者たち、さえも』Gallery Art Space（兵庫県・西宮市）」『美術評論⁺』2025年5月20日。
- 秋丸知貴「展評『岡田修二　未知への迂回路（前編）』成安造形大学（滋賀県大津市）」『美術評論⁺』2025年6月15日。
- 秋丸知貴「展評『上川伸展　MOSS GARDEN――壁にある庭』みぞえ画廊（福岡県福岡市）」『美術評論⁺』2025年6月15日。

### 書評
- 秋丸知貴「北澤憲昭著『眼の神殿』ブリュッケ・2010年」『日本美術新聞』2012年1・2月号、日本美術新聞社、2011年、22頁。
- 秋丸知貴「山田芳裕著『へうげもの』講談社・2005年～」『日本美術新聞』2012年1・2月号、日本美術新聞社、2011年、22頁。
- 秋丸知貴「辻惟雄著『奇想の系譜』筑摩書房（ちくま学芸文庫）・2004年」『日本美術新聞』2012年3・4月号、日本美術新聞社、2012年、22頁。
- 秋丸知貴「赤瀬川原平／山下裕二著『日本美術応援団』日経ＢＰ社・2001年」『日本美術新聞』2012年3・4月号、日本美術新聞社、2012年、22頁。
- 秋丸知貴「高階秀爾著『日本近代美術史論』ちくま学芸文庫・2006年」『日本美術新聞』2012年5・6月号、日本美術新聞社、2012年、11頁。
- 秋丸知貴「小林道憲著『歴史哲学への招待』ミネルヴァ書房・2013年」『比較文明』第30号、比較文明学会、2014年、259-261頁。
- 秋丸知貴「鎌田東二著『世阿弥――心身変容技法の思想』青土社・2016年」『週刊読書人』2016年07月15日号、4面（学術・思想）。
- 秋丸知貴「一条真也著『儀式論』弘文堂・2016年」『週刊読書人』2017年1月20日号、6面（学術・読物）。
- 秋丸知貴「林道郎著『静かに狂う眼差し——現代美術覚書』水声社・2017年」『週刊読書人』2017年10月28日号。
- 秋丸知貴「水野和夫／山本豊津著『コレクションと資本主義』角川書店・2017年」『週刊読書人』2018年2月17日号。
- 秋丸知貴「中村隆夫著『象徴主義と世紀末世界』東信堂・2019年」『週刊読書人』2019年10月18日号。
- 秋丸知貴「島薗進／鎌田東二／佐久間庸和著『グリーフケアの時代』弘文堂・2019年」『週刊読書人』2019年11月29日号。
- 秋丸知貴「ペーター・シュプリンガー／前川久美子著『アルス・ロンガ――美術家たちの記憶の戦略』工作舎・2020年」『週刊読書人』2020年3月20日号。
- 秋丸知貴「三浦均著『映像のフュシス』武蔵野美術大学出版局・2020年」2020年5月22日号。
- 秋丸知貴「北澤憲昭・古田亮編著『日本画の所在』勉誠出版・2020年」『週刊読書人』2020年7月10日号。
- 秋丸知貴「一条真也著『心ゆたかな社会』現代書林・2020年」『週刊読書人』2020年10月2日号。
- 秋丸知貴「猪股剛編著／ヴォルフガング・ギーゲリッヒほか著『ホロコーストから届く声』左右社・2020年」『週刊読書人』2021年1月29日号。
- 秋丸知貴「美学会編『美学の事典』丸善出版・2020年」『週刊読書人』2021年4月2日号。
- 秋丸知貴「宮下規久朗著『聖母の美術全史』ちくま新書・2021年」『週刊読書人』2021年8月20日号。
- 秋丸知貴「長谷川祐子編『ジャパノラマ――1970年以降の日本の現代アート』水声社・2021年」『週刊読書人』2021年9月24日号。
- 秋丸知貴「高島直之著『イメージかモノか――日本現代美術のアポリア』武蔵野美術大学出版局・2021年」『週刊読書人』2022年1月21日号。
- 秋丸知貴「暮沢剛巳著『ミュージアムの教科書――深化する博物館と美術館』青弓社・2022年」『週刊読書人』2022年8月5日号。
- 秋丸知貴「白田由樹・辻昌子編著『装飾の夢と転生』国書刊行会・2022年」『週刊読書人』2023年1月13日号。
- 秋丸知貴「高階秀爾著『ヨーロッパ近代芸術論――「知性の美学」から「感性の詩学」へ』筑摩書房・2023年」『週刊読書人』2023年12月1日号。
- 秋丸知貴「三浦篤著『大人のための印象派講座』新潮社・2024年」『週刊読書人』2024年6月14日号。
- 秋丸知貴「富井玲子著『オペレーションの思想――戦後日本美術史における見えない手』イースト・プレス・2024年」『美術評論⁺』2024年12月28日。

### 時評
- 秋丸知貴「時評　百貨店美術画廊と現代アート」『日本美術新聞』2012年1・2月号、日本美術新聞社、2011年12月。
- 秋丸知貴「時評　東日本大震災と文化財」『日本美術新聞』2012年1・2月号、日本美術新聞社、2011年12月。
- 秋丸知貴「時評　大阪市立近代美術館は不要か？」『日本美術新聞』2012年3・4月号、日本美術新聞社、2012年2月。
- 秋丸知貴「時評　東日本大震災と岡倉天心・五浦六角堂」『日本美術新聞』2012年3・4月号、日本美術新聞社、2012年2月。
- 秋丸知貴「時評　ピカソが中国の画家に抜かれた！？」『日本美術新聞』2012年5・6月号、日本美術新聞社、2012年4月。
- 秋丸知貴「時評　劉生の幻の名作、51年ぶりに現る」『日本美術新聞』2012年5・6月号、日本美術新聞社、2012年4月。
- 秋丸知貴「時評　グーグル・アートプロジェクトに日本初参加」『日本美術新聞』2012年7・8月号、日本美術新聞社、2012年6月。
- 秋丸知貴「時評　帝政ローマの重層ガラス玉、京都の古墳で国内初発見」『日本美術新聞』2012年9・10月号、日本美術新聞社、2012年8月。
- 秋丸知貴「時評　ルーヴル美術館と東芝製ＬＥＤ照明」『日本美術新聞』2012年9・10月号、2012年8月、日本美術新聞社、2012年8月。
- 秋丸知貴「時評　美と知を心から愛した巨星――高階秀爾先生追悼」『美術評論⁺』2025年1月31日公開。

## 展覧会企画
- 現代京都藝苑2015「悲とアニマ——モノ学・感覚価値研究会」展、会場：北野天満宮、会期：2015年3月7日-2015年3月14日。
- 現代京都藝苑2015「素材と知覚——『もの派』の根源を求めて」展、第1会場：遊狐草舎、第2会場：Impact Hub Kyoto（虚白院 内）、会期：2015年3月7日-2015年3月22日。
- 現代京都藝苑2021「悲とアニマⅡ～いのちの帰趨～」展、第1会場：両足院、第2会場：The Terminal KYOTO、会期：2021年11月19日-2021年11月28日。
- 「藤井湧泉 龍花春早 猫虎懶眠」展、第1会場：高台寺、第2会場：圓徳院、第3会場：掌美術館、会期：2022年3月3日-2022年5月6日。
- 「水津達大 蹤跡」展、会場：圓徳院、会期：2025年3月14日-2025年5月6日。

### 公式サイト
- 秋丸知貴公式ウェブサイト - 公式サイト
- Tomoki Akimaru's Website - 公式サイト (英語版)
- Tomoki Akimaru's Blog - 公式ブログ (英語版)
- 秋丸知貴 (tomoki.akimaru) - Facebook
- 秋丸知貴 (@Tomoki_Akimaru) - X（旧Twitter）